# Variant Beta del SARS-CoV-2

Països amb casos confirmats de variant beta el 25 de juny 2021
Llegenda:
Més de 500 seqüències confirmades
250-499 seqüències confirmades
100–249 seqüències confirmades
50-99 seqüències confirmades
2–49 seqüències confirmades
1 seqüència confirmada
Cap o sense informació disponible

La variant Beta, també coneguda com a llinatge B.1.351, és una [[variant preocupant del SARS-CoV-2]], el virus que provoca la COVID-19. Es va detectar per primera vegada a l’àrea metropolitana de la badia de Nelson Mandela de la província del Cap Oriental de Sud-àfrica a l’octubre de 2020, que va ser informat per la departament de salut del país el 18 de desembre de 2020. L'anàlisi filogeogràfica suggereix que aquesta variant va sorgir a la badia de Nelson Mandela ja al juliol o agost de 2020.
L'Organització Mundial de la Salut va etiquetar la variant com a variant Beta, no per substituir el nom científic, sinó com un nom que el públic pot utilitzar habitualment. [10] L'OMS considera que és una variant preocupant.

## Perfil genètic

Mutacions d'aminoàcids de la variant beta del SARS-CoV-2 representades en un mapa del seu genoma amb un enfocament en l'espícula.